# Myliobatis goodei
 Myliobatis goodei és una espècie de peix de la família dels miliobàtids i de l'ordre dels myliobatiformes. Els mascles poden assolir 125 cm de longitud total. És ovovivípar.
És un peix marí, de clima tropical i bentopelàgic que viu entre 1–130 m de fondària. Es troba a l'Argentina, Aruba, el Brasil, Colòmbia, Curaçao, la Guaiana Francesa, Guaiana, Surinam, Trinitat i Tobago, l'Uruguai, els Estats Units i Veneçuela. És inofensiu per als humans.